# Angiologie
Ne doit pas être confondu avec Angélologie.
L’angiologie ou médecine vasculaire est la spécialité médicale qui concerne les pathologies et les soins aux vaisseaux sanguins, quelle qu'en soit leur nature (veines, artères, microcirculation), ou lymphatiques.

## Définition
Le CNRTL définit l'angiologie comme suit : « Partie de l'anatomie qui traite des organes de la circulation. L'angiologie comprend l'étude du cœur, des artères, des veines, des vaisseaux lymphatiques. »